# Chris Dickerson
Henri Christophe „Chris” Dickerson (ur. 25 sierpnia 1939 w Montgomery w stanie Alabama, zm. 23 grudnia 2021 w Fort Lauderdale na Florydzie) – amerykański kulturysta. 
W 1970 został pierwszym afroamerykańskim zwycięzcą tytułu Mr. America federacji AAU. Jego inne osiągnięcia to m.in. tytuł Junior Mr. USA (1966), Mr. California (1967), Mr. America (1967, 1970) i Mr. Olympia (1982).

## Życiorys

### Wczesne lata
Urodził się w Montgomery w stanie Alabama jako najmłodszy z trzech synów adwokat Mahali Ashley Dickerson (zm. 2007) i Henry’ego Dickersona. Jego matka była prawniczką i działaczką na rzecz praw obywatelskich, a ojciec był byłym boyem hotelowym, który został dyrektorem w Cleveland Trust Company. Jego rodzice rozwiedli się, gdy Chris był młodzieńcem. Wychowywała go głównie matka. Wychowywał się ze starszych braci: Johna i Alfreda. Kiedy jego matka ponownie wyszła za prawnika Franka Beckwitha, jego rodzina przeniosła się do Indianapolis w stanie Indiana.
W 1957 ukończył Olney Friends School. Początkowo jako nastolatek chciał być aktorem i piosenkarzem. Studiował i uczęszczał na lekcje aktorstwa. Studiował na wydziale opery i teatru muzycznego. Uczył się tańca i uprawiał gimnastykę.

### Kariera
W sporcie kulturystycznym debiutował w 1965, podczas zawodów Mr. Long Beach (Kalifornia), gdzie zajął trzecie miejsce. Rok później (1966) brał udział w profesjonalnych zawodach, Mr. Atlantic Coast, Mr. Eastern America oraz Junior Mr. USA, organizowanych przez federację AAU, w których to został całkowitym zwycięzcą. W latach 60. dorabiał także jako fotomodel. Pozował dla miesięcznika Muscle & Fitness, nago dla fotografa Jima Frencha, francuskiego wydania Man (1972) i Colt Studio Group.
W 1973 otrzymał tytuł Mr. Universe federacji NABBA i zwyciężył na zawodach Pro Mr. America federacji WBBG. W 1979 po raz pierwszy startował na zawodach Mr. Olympia, gdzie zdobył czwarte miejsce w swojej kategorii. W 1980 w konkursie Mr. Olympia zajął drugie miejsce, za Arnoldem Schwarzeneggerem, a także zwyciężył na zawodach Noc Championów, gdzie pokonał Robby'ego Robinsona i Roya Callendera.
W 1981 w zawodach Mr. Olympia zajął drugie miejsce. Z jego największym sukcesem wiąże się rok 1982 – wówczas 43-letni Dickerson jako pierwszy afroamerykański kulturysta zdobył prestiżowy tytuł federacji IFBB (International Federation of BodyBuilders) Mr. Olympia, potem byli kolejni afroamerykańscy kulturyści: Samir Bannout (1983) i Dexter Jackson (2008). Jednak kolejny start na Mr. Olympia w 1984 przyniósł mu odległe, 11. miejsce. W Arnold Classic 1990 znalazł się na 8. miejscu. W 1994 zajął pierwsze miejsce w IFBB Mr. Olympia - w kategorii Mistrzowie 50+, swoim ostatnim konkursie w karierze. W 2000  roku federacja IFBB przyznała mu Hall of Fame.

## Życie prywatne
Podróżował i mieszkał w Los Angeles, Palm Springs w Kalifornii i Nowym Jorku. Po zakończeniu kariery w branży kulturystycznej, ujawnił się jako homoseksualista. Zamieszkał na Florydzie z przyjacielem Billem Neylonem. Nadal trenował, przeprowadził seminaria na uczelniach wyższych skąd korespondował z działającymi zawodowo sportowcami.
Zmarł 23 grudnia 2021 w szpitalu w Fort Lauderdale na Florydzie w wieku 82 lat. Przyczyną zgonu była niewydolność serca.

## tytuły
- 1966 Mr. Ameryki Północnej - Amateur Athletic Union (AAU), 2. miejsce
- 1966 Mr. Sanu Nowego Jorku - AAU (w klasyfikacji ogólnej)
- 1966 Mr. Wschodniej Ameryki - AAU (w klasyfikacji ogólnej)
- 1966 Mr. Atlantic Coast - AAU (w klasyfikacji ogólnej)
- 1966 Junior Mr. USA - AAU, najbardziej muskularny, 1. miejsce
- 1966 Junior Mr. USA - AAU
- 1967 Mr. Kalifornii - AAU
- 1967 Mr. America - AAU, najbardziej muskularny, 4. miejsce
- 1967 Mr. America - AAU, 6. miejsce
- 1967 Junior Mr. America - AAU, Most Muscular, 5. miejsce
- 1967 Junior Mr. America - AAU, 4. miejsce
- 1968 Mr. USA - AAU, najbardziej muskularny, 2. miejsce
- 1968 Mr. USA - AAU
- 1968 Mr. America - AAU, najbardziej muskularny, 3. miejsce
- 1968 Mr. America - AAU, 3. miejsce
- 1968 Junior Mr. America - AAU, 3. miejsce
- 1969 Mr. America - AAU, 2, miejsce
- 1969 Junior Mr. America - AAU, 2. miejsce
- 1970 Universe - NABBA, Short, 1. miejsce
- 1970 Mr. America - AAU, najbardziej muskularny, 1. miejsce
- 1970 Mr. America - AAU
- 1970 Junior Mr. America - AAU, Most Muscular, 1. miejsce
- 1970 Junior Mr. America - AAU
- 1971 Universe - NABBA, Short, 1. miejsce
- 1973 Universe - NABBA, Short, 1. miejsce
- 1973 Universe - NABBA (w klasyfikacji ogólnej)
- 1973 Pro Mr. America - WBBG
- 1974 Universe - Pro - NABBA (National Amateur Body-Builders' Association), Short, 1. miejsce
- 1974 Universe - Pro - NABBA (w klasyfikacji ogólnej)
- 1975 World Championships - WBBG, 2. miejsce
- 1975 Universe - Pro - PBBA, 2. miejsce
- 1976 Universe - Pro - NABBA, Short, 2. miejsce
- 1976 Universe - Pro - NABBA, 3. miejsce
- 1976 Olympus - WBBG, 4. miejsce
- 1979 Mr. Olympia - IFBB, Lightweight, 4. miejsce
- 1979 Grand Prix Vancouver - IFBB, 2. miejsce
- 1979 Kanada Pro Cup - IFBB
- 1979 Kanada Diamond Pro Cup - IFBB, 2. miejsce
- 1980 Pittsburgh Pro Invitational - IFBB, 2. miejsce
- 1980 Mr. Olympia - IFBB, 2. miejsce
- 1980 Noc Championów - IFBB
- 1980 Grand Prix Nowego Jorku - IFBB
- 1980 Grand Prix Miami - IFBB
- 1980 Grand Prix Louizjany - IFBB, 2. miejsce
- 1980 Grand Prix Kalifornii - IFBB
- 1980 Floryda Pro Invitational - IFBB
- 1980 Kanada Pro Cup - IFBB, Winner
- 1981 Professional World Cup - IFBB, 2. miejsce
- 1981 Mr. Olympia - IFBB, 2. miejsce
- 1981 Noc Championów - IFBB
- 1981 Grand Prix World Cup - IFBB, 2. miejsce
- 1981 Grand Prix Waszyngtonu - IFBB
- 1981 Grand Prix Nowego Jorku - IFBB
- 1981 Grand Prix New England - IFBB, 2. miejsce
- 1981 Grand Prix Louisiana - IFBB
- 1981 Grand Prix Kalifornii - IFBB
- 1982 Mr. Olympia - IFBB
- 1984 Mr. Olympia - IFBB, 11. miejsce
- 1990 Arnold Classic - IFBB, 8. miejsce
- 1994 Mr. Olympia - Mistrzostwa 50+ - IFBB, 1. miejsce
- 2000 Hall of Fame – IFBB